# Dis (album)
Dis è un album di Jan Garbarek, pubblicato nel 1976.

## Tracce
1. Vandrere
2. Krusning
3. Viddene
4. Skygger
5. Yr
6. Dis

## Musicisti
- Jan Garbarek - sassofono soprano e tenore, wood flute
- Ralph Towner - chitarra classica e 12 corde, arpa eolia